# Fiera di Primiero
Fiera di Primiero (La Fiera in dialetto fieracolo), già comune autonomo fino al 31 dicembre 2015, è una delle cinque circoscrizioni, nonché la sede municipale, del comune di Primiero San Martino di Castrozza, nella provincia autonoma di Trento in Trentino-Alto Adige.
Centro amministrativo, economico e commerciale della Valle del Primiero, nella parte orientale della provincia, fino all'agglomeramento in Primiero San Martino di Castrozza, con i suoi 0,15 km², fino al 31 dicembre 2015 è stato il secondo più piccolo comune italiano per superficie (dopo Atrani).

## Storia

### Il feudo
Le origini della nobile borgata di Fiera risalgono al XV secolo, quando la vallata di Primiero era feudo della famiglia Welsperg e parte dell'Impero Austriaco.
Nonostante sia il paese più piccolo e più recente del Primiero, alcuni fattori storici e la sua posizione geografica ne hanno fatto il capoluogo storico della vallata.
Con l'avvento del dominio austriaco (1373) il Primiero conobbe uno straordinario sviluppo economico e un deciso incremento demografico, soprattutto grazie all'apertura di numerose miniere di rame, argento e ferro.

### La fiera
A partire dal XV secolo, i canopi (Bergknappen), i minatori tirolesi venuti a lavorare in Primiero decisero di costruire un nuovo borgo. Essi edificarono il nuovo centro nella zona dove si svolgevano i commerci di minerali e si tenevano i mercati (la Fiera), alla confluenza del torrente Canali nel Cismon.
Fiera acquistò subito importanza maggiore rispetto a tutti gli altri (e più antichi) borghi della valle, in particolare nei confronti di Tonadico, dove risiedeva il capitano e venivano conservati gli statuti di valle.

### Variazioni
Nel 1927 il comune viene soppresso e i suoi territori aggregati al comune di Primiero; nel 1947 il comune viene ricostituito (Censimento 1936: pop. res. 614).

### Simboli
Lo stemma e il gonfalone del comune di Fiera di Primiero erano stati approvati con D.G.P. del 7 luglio 1989, n. 7763.
Stemma
Gonfalone
Comune di Primiero
Lo stemma del comune di Primiero, costituito dal 1927 al 1946 dall'aggregazione dei comuni di Fiera di Primiero, Sagron Mis, Tonadico, Siror e Transacqua, era stato riconosciuto con decreto del Capo del Governo del 25 luglio 1929.

## Monumenti e luoghi d'interesse
L'architettura di Fiera è quella tipica dei borghi antichi del Tirolo.

### Architetture religiose
- Chiesa arcipretale della Madonna dell'Assunta. Rappresenta una delle più belle chiese gotiche della regione tirolese e del Trentino. All'interno della chiesa si possono notare il polittico ligneo (Flügelaltar) scolpito nel 1465 (per lungo tempo conservato al museo del Buonconsiglio a Trento) e il grandioso affresco celebrativo dei Römer, potente famiglia primierotta (con grossi interessi nelle miniere), rappresentata in adorazione del Cristo risorto.
- Chiesa della Beata Maria della Consolazione
- Chiesetta romanica di San Martino dell'XI secolo, ora battistero.

### Architetture civili
- Palazzo delle miniere o del Dazio, vicino alla chiesa arcipretale, antica sede del magistrato deputato al controllo delle miniere e dell'ufficio delle imposte. Il palazzo è tipicamente di gusto austriaco, con feritoie, erker d'angolo, bifore e sporgenze.
- Hotel Orsingher poi è un esempio di antico fabbricato, che, pur con numerosi aggiustamenti successivi, conserva l'impronta originale, cioè quella di una costruzione del XV secolo.

## Società

### Evoluzione demografica
Abitanti censiti

## Cultura

### Film ambientati a Fiera di Primiero
Nel settembre/ottobre 2012 il paese si è trasformato in un set cinematografico (insieme a San Martino di Castrozza e alla Val Canali) per le riprese del film Colpi di fulmine del regista Neri Parenti con protagonista Christian De Sica. Il film ha usufruito del contributo pubblico erogato da Trentino Film Commission.

## Economia

### Artigianato
Per quanto riguarda l'artigianato, sono importanti la produzione di sculture e l'attività di intagli.

## Amministrazione

Gonfalone comunale